# Зубкова Анастасія Вікторівна
Зубкова Анастасія Вікторівна (3 лютого 1980) — російська ватерполістка.
Учасниця Олімпійських Ігор 2004 року.